# Carew Castle

Carew Castle (walisisk: Castell Caeriw) er en borg i sognet Carew i Pembrokeshire, Wales. Den berømte Carew-familie, der tog deres navn fra stedet, ejer stadig borgen, og lejer den ud til Pembrokeshire Coast National Park.
Den nuværende borg stammer fra 1270, hvor den erstattede en tidligere normannisk borg.